# Papa Anastácio IV
Anastácio IV, nascido Corrado della Suburra (Roma, c. 1073 — Roma, 3 de dezembro de 1154), foi o 168º Papa da Igreja Católica Apostólica Romana. Nasceu no bairro romano de Suburra, de onde tomou o apelido, e foi eleito papa a 8 de julho de 1153, na sequência da morte do Papa Eugénio III. O seu pontificado, de pouco mais de ano e meio de duração, foi conturbado em extremo, tendo decorrido durante a Comuna de Roma, num período em que o povo da Cidade Eterna, liderado por Arnaldo de Bréscia, recusava o poder temporal do Papa sobre a cidade.

## Biografia
Pouco se sabe sobre o nascimento e família de Corrado: a data de nascimento é desconhecida, embora se conjecture que terá ocorrido antes de 1080. Era romano, do bairro de Suburra, de onde lhe adveio o apelido, sendo filho de Benedetto, um homem do povo.
As primeiras notícias seguras sobre o futuro papa Anastácio surgem em 1130, quando participou na reunião que procedeu à dupla eleição papal daquele ano, sendo um dos mais activos opositores de Pietro Perloni, o antipapa Anacleto II.
Essa oposição, e o consequente apoio a Inocêncio II, valeu-lhe a nomeação como cardeal-bispo de Sabina, cargo que ocupava em 1142, quando Inocêncio II foi obrigado a abandonar Roma para Siena, e depois para França, face à hostilidade do povo da cidade. Nessa altura foi nomeado vigário papal em Itália, cabendo-lhe a gestão dos interesses do pontífice em Roma.
No seu curto pontificado procedeu ao restauro do Panteão de Roma. Na vertente diplomática, iniciou a aproximação ao imperador Frederico Barbarossa, evitando que este se aliasse com o Senado de Roma, e criando as condições para que o seu sucessor obtivesse o apoio imperial para esmagar a Comuna de Roma e destruir finalmente as pretensões arnaldistas de separação entre os poderes temporal e espiritual. Confirmou os privilégios da Ordem de São João de Jerusalém (Ordem do Hospital).
De índole pacificadora, procedeu à confirmação de William Fitzherbert († 1154), também conhecido por São Guilherme de Iorque, na diocese de York, enviando-lhe o pálio, apesar da oposição da poderosa Ordem de Cister. Também cedeu à vontade imperial na nomeação do bispo de Magdeburgo, encerrando uma longa e azeda disputa entre a Santa Sé e Frederico Barbarossa.
Morreu em Roma a 3 de Dezembro de 1154 com 81 anos de idade, sendo sucedido pelo inglês Nicholas Breakspeare, arcebispo de Albano, com o nome de Adriano IV.
1. ↑  http://www2.fiu.edu/~mirandas/bios1127.htm#Suburra